# AG-51
La autovía AG-51 o Acceso al PLISAN es una autovía autonómica de la Junta de Galicia que transcurre entre el enlace de la autovía A-52 en Puzo y el acceso a la Plataforma Logística Industrial de Salvatierra-Las Nieves, conocida como PLISAN con el proyecto previsto de la prolongación hasta la rotonda de las carreteras autonómicas PO-400 y PO-510 y el posible desvío al nuevo puente internacional del río Miño con la frontera portuguesa. Consta de unos 7,2 kilómetros de forma provisional hasta conocer el proyecto definitivo a la rotonda de las carreteras autonómicas PO-400 y PO-510 en As Zacoteiras y la velocidad limita a 120 km/h.

## Historia
Inicialmente el proyecto está previsto unos 4,5 kilómetros de longitud en el tramo entre el enlace de la autovía A-52 en Puzo y el acceso a la Plataforma Logística Industrial de Salvatierra-Las Nieves. Fue adjudicado las obras en febrero de 2010 y había concluido tres años después, en 2013, y no hasta febrero de 2015 había abierto al tráfico, en el tramo entre el enlace de la autovía A-52 en Puzo y el enlace de la carretera autonómica PO-402 en A Abelenda. El 20 de noviembre de 2018, la Junta de Galicia reanudaron los trabajos para concluir la autovía desde el enlace de la carretera autonómica PO-402 en A Abelenda al acceso a la Plataforma Logística Industrial de Salvatierra-Las Nieves de un tramo de 1,9 kilómetros de longitud y no hasta unos 5 años después (19 de abril de 2023), había abierto al tráfico sin acto inaugural. En la actualidad esta pendiente de la prolongación a As Zacoteiras con la rotonda de las carreteras autonómicas PO-400 y PO-510 y el posible proyecto para tomar el nuevo desvío al futuro puente internacional sobre el río Miño con la frontera portuguesa. No ha habido avances en la actualidad de este proyecto de la prolongación.
El Puerto Seco de Vigo (proyecto original de la PLISAN) había empezado las obras con la colocación de la primera piedra, en diciembre de 2005. y estuvieron varias paralizaciones temporales y suspensiones parciales de las obras durante varios años, y no hasta octubre de 2022, había inaugurado la conservera Albo, como primera nave inaugurada de la PLISAN sin contar el acceso a la autovía AG-51 (6 meses después, la Junta de Galicia lo ha abierto al tráfico sin previo aviso).

## Tramos
| Denominación | Tramo                                                                                 | Kilómetros | Año servicio / Estado (2025)     |
| ------------ | ------------------------------------------------------------------------------------- | ---------- | -------------------------------- |
| AG-51        | A-52 EP-4006 Puzo - PO-402 A Abelenda Tramo original Remodelación enlace A-52 de Puzo | 2,5 -      | 2015 2018                        |
| AG-51        | PO-402 A Abelenda - Enlace de PLISAN                                                  | 1,9        | 2023                             |
|              | Enlace de PLISAN - PO-510 PO-400 PO-402 As Zacoteiras                                 | 2,8        | Pendiente de estudio informativo |

## Salidas
| Velocidad | Esquema | Salida | Sentido As Zacoteiras (PO-510)                                    | Carriles | Sentido Puzo (A-52) | Carretera    | Notas |
| --------- | ------- | ------ | ----------------------------------------------------------------- | -------- | --- | ------------ | ----- |
|           |         |        | Comienzo del Acceso al PLISAN AG-51 Procede de: A-52 EP-4006 Puzo |          | Fin del Acceso al PLISAN AG-51 Incorporación final: A-52 EP-4006 Dirección final: EP-4006 Lira Puenteareas A-52 Porriño Vigo A-52 Orense Madrid EP-4006 Las Nieves PO-400 Arbo Melgazo | A-52 EP-4006 |       |
|           |         | 2      | PO-402 Leirado Villasobroso Salvatierra de Miño Portugal          |          | | PO-402       |       |
|           |         |        | PLISAN                                                            |          | |              |       |
|           |         |        | Fin del Acceso al PLISAN AG-51 Dirección final: PLISAN            |          | Inicio del Acceso al PLISAN AG-51 Procede de: PLISAN |              |       |
|           |         |        | Pendiente de estudio Tramo: PLISAN-As Zacoteiras                  |          | Pendiente de estudio Tramo: PLISAN-As Zacoteiras |              |       |